# Olympia 80
Albums de Gilbert Bécaud
C'est en septembre Moi, je veux chanter
(1980)
Olympia 80 est le 11e enregistrement public de Gilbert Bécaud. Sortie en 1980 le disque est (une nouvelle fois) enregistré à l'Olympia de Paris. L'opus, qui comprend trois inédits, est orchestré par Jean-Pierre Dorsay, il est diffusé en 33 tours ( Pathé Marconi / EMI 2 C 070-14665).

## Face A
1. Y'a pas d'lapin dans le chapeau (Maurice Vidalin/Gilbert Bécaud) [3 min 35 s][1]
2. So Far Away from Courbevoie (Pierre Delanoë/Gilbert Bécaud) [3 min 17 s]
3. Viens nous aider (Louis Amade/Gilbert Bécaud) [4 min 03 s][2]
4. C'est en septembre (Neil Diamond, Maurice Vidalin/Gilbert Bécaud) [3 min 25 s]
5. Toi et Moi (Pierre Delanoë/Gilbert Bécaud) [3 min 20 s][3]
6. Credo (Pierre Delanoë/Gilbert Bécaud) [2 min 47 s]

## Face B
1. À chaque enfant qui naît (Maurice Vidalin/Gilbert Bécaud) [4 min 19 s]
2. Les Tantes Jeanne (Maurice Vidalin/Gilbert Bécaud) [2 min 27 s]
3. Quand Jules est au violon (Maurice Vidalin/Gilbert Bécaud) [2 min 26 s]
4. Le Pommier à pommes (Pierre Delanoë/Gilbert Bécaud) [3 min 45 s]
5. L'Orange (Pierre Delanoë/Gilbert Bécaud) [2 min 37 s]
6. Le Pianiste de Varsovie (Pierre Delanoë/Gilbert Bécaud) [4 min 40 s]

## Musiciens
- Léonardo Raponi (basse)
- Benjamin Cohen (batterie)
- Daniel Carlet (flûte, saxophone)
- Pierre Dor'ragon (guitare)
- Eric Giausserand, Lionel Juaud (cuivres)
- Jean-Pierre Dorsay (claviers)
- Didier Sutton (percussions)
- Fernand Boudou (synthé)